# Norwegian Air UK
Norwegian Air UK — британская авиакомпания. Является дочерней компанией Norwegian Air Shuttle. Основанная в ноябре 2015 года, она эксплуатирует Boeing 737-800 и Boeing 787-9 с регулярным рейсом из аэропорта Гатвик в Европу, Азию, Северную Америку и Южную Америку. Его головной офис находится в First Point, недалеко от аэропорта Гатвик.